# Butterfly (album của Mariah Carey)
Butterfly là album phòng thu thứ sáu của ca sĩ kiêm sáng tác nhạc người Mỹ Mariah Carey, phát hành ngày 16 tháng 9 năm 1997 bởi Columbia Records. Album là sự kết hợp giữa phong cách âm nhạc hip hop và urban adult contemporary, bên cạnh một số giai điệu nhẹ nhàng và hiện đại hơn. Trong suốt dự án, Carey hợp tác với Walter Afanasieff, người tham gia sáng tác và sản xuất hầu hết những bài hát từ các album phòng thu trước của cô. Ngoài ra, nữ ca sĩ cũng làm việc với nhiều nhà sản xuất và rapper hip-hop nổi tiếng như Sean "Puffy" Combs, Q-Tip, Missy Elliott và Trackmasters. Butterfly đánh dấu sự chuyển hướng rõ rệt trong âm nhạc của Carey, tiếp tục quá trình chuyển đổi đã bắt đầu từ album trước, Daydream (1995), giúp cô tấn công vào thị trường nhạc R&B và hip hop, đồng thời rời xa nền nhạc pop tồn tại trong những album đầu tiên. Butterfly cũng phản ánh sự trưởng thành và phát triển trong sáng tạo của Carey xuyên suốt quá trình sáng tác và thu âm.
Sau khi phát hành, đĩa nhạc nhận được những phản ứng tích cực từ các nhà phê bình âm nhạc, trong đó họ đón nhận sự chuyển đổi trong âm nhạc của Carey, cũng nhiều giành nhiều lời khen ngợi cho phong cách sản xuất trưởng thành và định hướng âm nhạc của nữ ca sĩ. Mặc dù được phát hành trong thời điểm xung đột giữa Carey xung đột với Sony Music, album vẫn gặt hái nhiều thành công lớn về mặt thương mại, đứng đầu các bảng xếp hạng album ở nhiều quốc gia, bao gồm Úc, Canada, Hy Lạp, Nhật Bản và Hà Lan, đồng thời lọt vào top 10 ở hầu hết những thị trường khác, bao gồm vươn đến top 5 ở Áo, Ý, New Zealand, Na Uy, Thụy Điển, Thụy Sĩ và Vương quốc Anh. Tại Hoa Kỳ, Butterfly ra mắt ở vị trí số một trên bảng xếp hạng Billboard 200 với 235.500 bản, trở thành album có doanh số tuần đầu cao nhất trong sự nghiệp của cô lúc bấy giờ và là đĩa nhạc quán quân thứ tư của nữ ca sĩ tại đây. Album sau đó được chứng nhận năm đĩa Bạch kim bởi Hiệp hội Công nghiệp Ghi âm Hoa Kỳ (RIAA).
Năm đĩa đơn đã được phát hành từ album, bao gồm hai đĩa đơn thương mại và ba đĩa đơn phát hành giới hạn. "Honey", đĩa đơn chủ đạo của album, đứng đầu bảng xếp hạng ở Canada và Hoa Kỳ, đồng thời lọt vào top 5 ở New Zealand, Tây Ban Nha và Vương quốc Anh. Đĩa đơn thứ năm và cũng là đĩa đơn cuối cùng của album, "My All" vuơn đến top 10 ở nhiều quốc gia khắp châu Âu và giúp Carey nâng cao kỷ lục cho nghệ sĩ nữ có nhiều đĩa đơn số một nhất tại Hoa Kỳ. Để quảng bá album, nữ ca sĩ bắt tay thực hiện chuyến lưu diễn Butterfly World Tour với 11 đêm diễn và đi qua Úc, Nhật Bản và Đài Loan, bên cạnh một đêm diễn ở Hoa Kỳ. Butterfly cũng nhận được ba đề cử giải Grammy tại Lễ trao giải Grammy thường niên lần thứ 40. Năm 2009, Carey viết ở phần ghi chú trong album phòng thu thứ mười hai của cô, Memoirs of an Imperfect Angel rằng cô nhìn nhận đĩa nhạc như một tuyệt tác của chính mình và là bước ngoặt lớn trong sự nghiệp lẫn cuộc sống cá nhân của nữ ca sĩ.

## Bối cảnh và phát hành
—Carey, nói về mâu thuẫn giữa cô với Sony Music
Carey bắt đầu thực hiện Butterfly vào tháng 1 năm 1997. Trong quá trình phát triển album vào giữa năm 1997, Carey ly thân với chồng, giám đốc điều hành Tommy Mottola, người đóng vai trò định hướng sự nghiệp của cô từ năm 1990. Việc Carey ngày càng kiểm soát sự nghiệp của chính mình đã dẫn đến những đồn đoán trên báo chí về tương lai của cặp đôi và sau đó họ quyết định ly hôn. Trong suốt quá trình phát triển album, khác với những album trước đây, Carey hợp tác với nhiều rapper và nhà sản xuất hip hop, như Sean "Puffy" Combs, Q-Tip, Missy Elliott và Jean Claude Oliver và Samuel Barnes của Trackmasters. Nhiều nhà phê bình nhìn nhận việc Carey xây dựng đội ngũ sản xuất mới là một hình thức trả thù đối với Sony Music. Carey phủ nhận quan điểm chọn một hướng đi hoàn toàn mới và nhấn mạnh rằng phong cách âm nhạc trong album mới là do cô tự lựa chọn. Tuy nhiên, Carey không hài lòng với sự kiểm soát mà Sony, nơi Mottola làm chủ tịch, thực hiện đối với âm nhạc của cô, ngăn cản cô tạo ra thứ âm nhạc mà cô đam mê. Ngược lại, Sony lo ngại rằng Carey, nghệ sĩ bán chạy nhất của họ, có thể gây hại đến thành công tương lai của cô thông qua những hành động lúc bấy giờ từ nữ ca sĩ.
Áp lực từ vụ ly hôn và sự chú ý liên tục của báo chí bắt đầu đè nặng lên Carey. Sự khác biệt sáng tạo ngày một gia tăng với nhà sản xuất Walter Afanasieff dẫn đến việc cả hai kết thúc mối quan hệ làm việc, mặc dù Afanasieff đã hợp tác trong hầu hết những đĩa nhạc trước đó của Carey. Mấu chốt của sự việc xảy ra sau một cuộc tranh cãi nảy lửa trong một buổi thu âm kéo dài về định hướng âm nhạc của album. Carey cũng vấp phải sự chỉ trích của giới truyền thông về việc lựa chọn nhà sản xuất và một số tờ báo đã liên kết Carey theo hướng tình cảm với một số rapper, cho rằng những mối quan hệ trên ảnh hưởng đến quyết định của cô. Tuy nhiên, Carey phủ nhận cáo buộc, nói rằng cô chỉ ngủ với chồng mình.
Butterfly được phát hành lần đầu tiên vào ngày 10 tháng 9 năm 1997 tại Nhật Bản và Đài Loan, sau đó ra mắt tại Vương quốc Anh vào ngày 11 tháng 9, và phần còn lại của Châu Âu vào ngày hôm sau. Columbia phát hành đĩa nhạc vào ngày 16 tháng 9 tại Hoa Kỳ. Album được phát hành dưới dạng LP, cassette, compact disc và/hoặc MiniDisc tùy thuộc vào mỗi quốc gia. Tại Hoa Kỳ, Columbia cũng phát hành bộ cassette/CD, đánh dấu sản phẩm đầu tiên được hãng sản xuất dưới hình thức trên.

## Sáng tác
Butterfly được mô tả như một album nhạc R&B, pop và hip hop bên cạnh một số yếu tố của hip hop soul. Với sự tham gia của nhiều nhà soạn nhạc và sản xuất kết hợp với hướng đi âm nhạc mới của Carey, album được đánh giá có nhiều tiềm năng lớn về mặt thương mại. Carey và Combs sáng tác đĩa đơn chủ đạo, "Honey". Combs tin rằng đây là một bài hát hay nhưng không chắc chắn vè mức độ thành công do những ảnh hưởng lớn của hip hop. Bản phối lại cho "Honey" có sự tham gia rap của Da Brat, The LOX và Mase, và một số đoạn được rap bởi chính Combs. Bài hát rất khác so với những tác phẩm trước đây của Carey và được tác giả Chris Nickson mô tả là "nhạc Hip-Hop đường phố, với âm bass bùng nổ" Giai điệu của bản nhạc được điều khiển bởi lập trình trống của drum và các nốt đàn phím của Stevie J. Phần sản xuất của Combs mang lại cho bài hát một hiệu ứng "nhẹ nhàng và thoáng đãng", đặc điểm làm tăng sự khác lạ so với âm hưởng đương đại vốn có của Carey. "Honey" còn bao gồm đoạn nhạc mẫu từ "The Body Rock" của Treacherous Three và "Hey DJ" của The World's Famous Supreme Team. Bản nhạc sử dụng cả hip hop và R&B pha chút nhạc pop và được mô tả là "[bài hát có] đoạn điệp khúc hấp dẫn, kết hợp hip hop và pop thành một thứ đơn giản là không ai có thể cưỡng lại, và mang đến sự khởi đầu mạnh mẽ cho đĩa nhạc."
Đĩa đơn thứ hai của album, "Butterfly", là một trong những bản ballad được đồng sáng tác bởi Carey và Afanasieff.  Carey mô tả bài hát là "bản ballad yêu thích nhất cô từng viết", một bản ballad mang tính cá nhân hơn những tác phẩm trong quá khứ vì những cảm xúc được truyền tải qua ý nghĩa lời bài hát. Carey đảm nhận phần lời trong khi Afanasieff, người sáng tác phần nhạc cùng Dan Shea, xử lý phần nhạc cụ và thêm vào một số nét R&B cá nhân. Một bản ballad khác Carey viết cùng Afanasieff là "My All", được sáng tác hoàn toàn tương phản với những chất liệu hip hop của album. Carey mô tả bài hát có "âm thanh tươi sáng và phong cách mãnh liệt". Bản nhạc sử dụng hợp âm rải bằng guitar, được tạo nên bằng cách sử dụng tổng hợp các nốt lấy mẫu và đàn phím. "The Roof", đĩa đơn tại châu Âu của Butterfly, kết hợp một số đoạn của "Shook Ones (Part II)" thể hiện bởi Mobb Deep, và được sản xuất bởi Carey, Poke & Tone và Cory Rooney.
—Carey, nói về trải nghiệm làm việc với Elliott trong "Babydoll"
"Fourth of July", một trong những bản ballad chậm của album, cũng được viết riêng bởi Carey và Afanasieff nhưng không được phát hành dưới dạng đĩa đơn. Bài hát được cho là có ảnh hưởng từ nhạc jazz và được so sánh với một số tác phẩm cũ của Carey như "Vanishing" và "The Wind". Hai bản nhạc tiếp theo trong đĩa hát, "Breakdown" và "Babydoll", được Nickson mô tả là "xương sống của album, lời tuyên bố độc lập thực sự của album". "Breakdown" được viết bởi Carey và Puffy và bao gồm các đoạn rap từ Wish và Krayzie Bone của Bone Thugs-n-Harmony. Tác giả Chris Nickson viết rằng "'Breakdown' cho thấy Mariah đang dấn thân mạnh mẽ vào lãnh thổ mới và biến nó thành của riêng mình." Đối với "Babydoll", Carey hợp tác với Elliott. Bài hát được thu âm tại Atlanta, nơi Elliott sinh sống với phần hát đệm của Trey Lorenz, người bạn lâu năm của Carey. "Babydoll" là một bản R&B ballad với ảnh hưởng từ trip hop, trống và bass, đồng thời được mô tả là "một bản nhạc được điều khiển bằng giọng hát", với phần hòa âm jazz mạnh mẽ do Cory Rooney thực hiện. Những bài hát khác cũng kết hợp ảnh hưởng của R&B là "Whenever You Call" và "Close My Eyes", những bản ballad rất quan trọng với Carey bởi nội dung lời của cả hai. Mặc dù sở hữu nhiều điểm tương đồng với những bản nhạc trước đây của Carey, Nickson nói về hai bài hát:

Mặc dù đáp ứng đủ tiêu chuẩn nếu so với bất kỳ điều gì Mariah từng làm trước đây, [chúng] lại phải chịu đựng sự so sánh. Nhưng ngay cả ở đây, bạn cũng có thể nghe thấy một Mariah mới đặt dưới sự sắp xếp đơn giản và giọng hát của cô ấy, chứ không phải bất kỳ nhạc cụ nào, đã điều khiển bài hát. Cô ấy trưởng thành đến mức việc có ít người ở phía sau càng chứng minh rõ hơn, cho bài hát và cho cô ấy. Điều đáng chú ý là, giống như những bản ballad khác trong album, cả hai đều nghiêng về R&B.

Carey viết "Fly Away (Butterfly Reprise)" với nhà sản xuất nhạc house nổi tiếng David Morales. Trong lúc hình dung ra ý tưởng cho "Butterfly", Carey dự định biến bài hát thành một bản house, nhưng sau khi viết xong, nữ ca sĩ thay đổi bản nhạc thành một bản ballad. Carey mong muốn phối khí "Fly Away (Butterfly Reprise)" trên cả nền nhạc house, bên cạnh bản ballad sẽ trở thành "Butterfly". Morales lấy lời bài hát, ý tưởng và giai điệu của Carey rồi thêm phần giai điệu house vào đó. Carey cũng thu âm một phiên bản "The Beautiful Ones" do Prince thể hiện, hợp tác với Dru Hill, trong đó ca sĩ chính của nhóm Sisqó đảm nhận phần hát chính với cô. Đây là một trong những bài hát được thu âm cuối cùng và là bài hát duy nhất được hát lại trong Butterfly. Bài hát cuối cùng trong album là "Outside", một bản ballad được viết bởi Carey, Afanasieff và Rooney, kể về trải nghiệm của Carey khi là con lai. Richard Harrington của The Washington Post mô tả sự kết hợp tinh tế của album với cả thể loại pop và R&B:

Tồn tại hai phiên bản Mariah Carey trong Butterfly. Một người theo chủ nghĩa pop thông qua những bản ballad truyền thống được thực hiện với cộng tác viên lâu năm của cô, nhà soạn nhạc kiêm nhà sản xuất Walter Afanasieff. Người còn lại theo phong cách hip-hop cuồng nhiệt, tham gia hợp tác với Ol' Dirty Bastard trong album gần nhất và hợp tác ở đây với một số tác nhân đột phá của thể loại đó, nổi bật nhất là Sean "Puffy" Combs, người cha đỡ đầu của dòng nhạc hip-hop soul và là nhà sản xuất được săn đón nhất làng nhạc pop hiện nay.

## Quảng bá
Để quảng bá cho Butterfly, Carey đã xuất hiện và trình diễn ở nhiều sự kiện. Ngày 12 tháng 9 năm 1997, Carey được phỏng vấn về vụ ly hôn với Mottola và trình diễn "Butterfly" và "Hero" trên The Oprah Winfrey Show. Carey cũng xuất hiện với vai trò khách mời trên Saturday Night Live vào ngày 15 tháng 11 năm 1997, biểu diễn lại "Butterfly" cũng như "My All". Cô xuất hiện hai lần trên The Rosie O'Donnell Show; cô biểu diễn "My All" trong lần thứ nhất và thể hiện lần đầu tiên "Close My Eyes" ở lần trở lại. Carey cũng trình diễn tại những lễ trao giải, hát "My All" tại Giải thưởng Giải trí Blockbuster năm 1998 và "Honey" tại Giải thưởng Âm nhạc Thế giới năm 1998. Tại châu Âu, Carey xuất hiện trên nhiều chương trình truyền hình để quảng bá. Tại Vương quốc Anh, Carey biểu diễn "My All" và "Honey" trên Des O'Connor Show và Top of the Pops. Tại Đức, cô thể hiện "Butterfly" trên Wetten, dass..? và trình diễn trên truyền hình Nhật Bản.
Ban đầu, Carey không có kế hoạch lưu diễn sau khi nhận được nhiều đánh giá trái chiều tại Hoa Kỳ cho chuyến lưu diễn Music Box Tour. Tuy nhiên, sau khi phát hành album, nhiều người hâm mộ yêu cầu Carey lưu diễn, đặc biệt là ở châu Á và Úc. Do đó, Carey bắt tay thực hiện Butterfly World Tour; chuyến lưu diễn thứ ba và có quy mô lớn nhất của cô. Chuyến lưu diễn bao gồm 11 buổi diễn, bốn buổi diễn ở sân vận động lớn nhất Nhật Bản, Tokyo Dome, một ở Đài Loan, năm buổi diễn ở Úc và một ở Hoa Kỳ. Như một phần của đêm diễn tại Sân vận động Aloha có sức chứa 50,000 người ở Hawaii, Carey ghi hình một video hòa nhạc, Around the World. Đây là một DVD tổng hợp những màn trình diễn của Carey ở Nhật Bản, Úc và Hawaii. Chuyến lưu diễn là một thành công về mặt thương mại và chuyên môn. Cả người hâm mộ và giới phê bình đều khen ngợi chất lượng chương trình cũng như giọng hát của Carey.

### Đĩa đơn
Năm đĩa đơn đã được phát hành từ Butterfly; một số chỉ phát hành trên sóng phát thanh, trong khi số khác chỉ được phát hành ở một số vùng lãnh thổ nhất định. "Honey" được ra mắt dưới dạng đĩa đơn đầu tiên của album trên đài phát thanh mainstream và rhythmic vào ngày 29 tháng 7 năm 1997. Bài hát trở thành đĩa đơn quán quân thứ 12 của Carey trên Billboard Hot 100 và đứng đầu bảng xếp hạng ở Canada, đồng thời lọt vào top 5 ở New Zealand, Tây Ban Nha và Vương quốc Anh. Bản nhạc sau đó được chứng nhận đĩa Bạch kim bởi Hiệp hội Công nghiệp Ghi âm Hoa Kỳ (RIAA), công nhận một triệu đơn vị được tiêu thụ tại Hoa Kỳ và nhận được chứng nhận Vàng tại Úc. "Honey" cũng được giới phê bình đón nhận, khen ngợi âm thanh hấp dẫn và sự kết hợp thông minh giữa pop và R&B. Bài hát chủ đề là đĩa đơn thứ hai của album. Mặc dù không được phát hành thương mại do mâu thuẫn giữa Carey với Sony. "Butterfly" vẫn đạt vị trí thứ 16 trên Hot 100 Airplay, cũng như top 20 ở New Zealand.
"Breakdown" được chọn làm đĩa đơn thứ ba từ Butterfly, nhưng chỉ được phát hành giới hạn ở một số thị trường, chẳng hạn như Hoa Kỳ, nơi bài hát đạt vị trí thứ tư trên Hot R&B/Hip-Hop Songs. Ngoài Mỹ, "Breakdown" còn đạt vị trí thứ tư ở New Zealand, bên cạnh việc lọt vào top 40 ở Úc. Mặc dù không phải là một trong tác phẩm nổi tiếng nhất của Carey, "Breakdown" vẫn là một trong những bài hát được ca ngợi nhiều nhất của cô, được nhiều lời khen ngợi khi đánh dấu sự chuyển hướng của Carey sang thị trường R&B. Trong bài đánh giá về album, Rich Juzwiak từ tạp chí Slant viết như sau:

Đây là bài hát của sự nghiệp Carey, nơi những nét trữ tình được phơi bày rộng rãi và rõ ràng như trần trụi. Người hát thánh ca Mariah thích ứng một cách hoàn hảo với phong cách hát của bài hát, phần lớn chuyển từ quãng tám của cô thành một giai điệu ranh mãnh, thôi miên để khi cô thực sự thì thầm ở đoạn cuối, bạn thực sự cảm nhận được điều đó. Carey hướng tới sự trưởng thành trong âm nhạc bằng cách đón nhận chứ không xa lánh hip-hop. Đây là đỉnh cao trong sự sang trọng của cô ấy và có lẽ cả tâm hồn hip-hop nữa.

Trong khi "Breakdown" là đĩa đơn thứ ba của album tại Hoa Kỳ, New Zealand và Úc thì "The Roof" được phát hành ở Châu Âu. Bài hát không đạt được nhiều thành tích trên các bảng xếp hạng, đạt vị trí thứ 96 tại Vương quốc Anh và chỉ nhỉnh hơn một chút ở Hà Lan, đạt vị trí thứ 63. Mặc dù không được phát hành thương mại ở Hoa Kỳ nhưng video ca nhạc của bài hát lại nhận được sự quan tâm lớn trên MTV và Vh1, do sự nổi tiếng của đĩa hát. "My All" được chọn làm đĩa đơn thứ năm và cũng là đĩa đơn cuối cùng của album. Bài hát là tác phẩm đạt nhiều thành công nhất về mặt thương mại trong Butterfly, trở thành đĩa đơn quán quân thứ 13 của Carey tại Hoa Kỳ và lọt vào top 10 ở khắp châu Âu. Tại Pháp, "My All" đạt vị trí thứ sáu và được chứng nhận bạc bởi Tổ chức Xuất bản Âm thanh Quốc gia (SNEP). Tại Hoa Kỳ, bài hát kết thúc ở vị trí thứ 17 trên bảng xếp hạng cuối năm, là đĩa đơn có thứ hạng cao nhất của Carey trong năm 1998.

### #Butterfly25
Tháng 9 năm 2022, nhân kỷ niệm 25 năm phát hành album, Carey thông báo phát hành lại phiên bản cao cấp "với 8 bản nhạc mới kèm theo từ những buổi thu âm Butterfly". Thông báo cũng giới thiệu những mặt hàng mới, đĩa than mới, bản làm lại video ca nhạc dưới phiên bản 4K  và phim tài liệu về quá trình thực hiện video "Honey".

## Đánh giá chuyên môn
| Đánh giá chuyên môn           | Đánh giá chuyên môn |
| Nguồn đánh giá                | Nguồn đánh giá      |
| Nguồn                         | Đánh giá            |
| ----------------------------- | ------------------- |
| AllMusic                      | [ 24 ]              |
| Chicago Tribune               | [ 29 ]              |
| Entertainment Weekly          | B−                  |
| Los Angeles Times             | [ 31 ]              |
| NME                           | 4/10                |
| Rolling Stone                 | [ 33 ]              |
| The Rolling Stone Album Guide | [ 34 ]              |
| Slant Magazine                | [ 12 ]              |
| USA Today                     | [ 35 ]              |
| The Village Voice             | [ 36 ]              |

Butterfly đa phần nhận được những phản ứng tích cực từ các nhà phê bình âm nhạc. Trong The New Rolling Stone Album Guide, Arion Berger khen ngợi những nhà sản xuất album và chất giọng "được kiểm soát tốt hơn" của Carey. Berger nhận thấy có mối liên hệ giữa phần lớn lời bài hát của Carey với việc cô chia tay Mottola. Jon Pareles, biên tập viên của The New York Times gọi Butterfly là "bước ngoặt mới" trong sự nghiệp của Carey. Anh viết, "Carey đã bán được hàng chục triệu album dưới hình tượng cô gái nhà bên với chất giọng đáng kinh ngạc... nhưng trong "Butterfly", Carey hầu hết chuyển đổi chất giọng sang thì thầm nhẹ nhàng, như thể cô ấy muốn quyến rũ người nghe hơn" thay vì việc bùng nổ năng lượng quá mức. Bên cạnh việc bình luận về sự khác biệt so với những tác phẩm trước của Carey, anh còn lưu ý những bài hát trong album được Carey ám chỉ đến cuộc hôn nhân thất bại với Mottola, chẳng hạn như "Butterfly" và "Close My Eyes" đều được thực hiện sau khi nữ ca sĩ ly hôn với Mottola với lời bài hát nói về sự buông bỏ trong tình yêu và những khó khăn trong cuộc sống. Ngoài ra, anh còn viết, "Vì Carey tự viết lời bài hát cho cô ấy nên người hâm mộ có thể mong đợi một chút về câu chuyện bất hòa trong hôn nhân hoặc niềm tự hào về quyền tự chủ mới được tìm thấy của cô ấy." David Browne từ Entertainment Weekly cho Butterfly điểm B− trong bài đánh giá của anh. Browne viết: "Trong Breakdown, [Carey] chứng tỏ rằng cô ấy có thể phù hợp với cách diễn đạt staccato, mang hơi hướng reggae với hai nghệ sĩ khách mời, là hai thành viên của Bone Thugs-N-Harmony." Anh mô tả sự gần gũi ngày càng tăng trong âm nhạc nhưng cảm thấy cách sắp xếp khiến việc nghe lời bài hát trở nên khó khăn. "Không thể phủ nhận Butterfly rất dễ chịu, không có chút khoa trương để chinh phục người nghe như trước đây. Nhưng đó cũng là điều cuối cùng mà bất cứ ai cũng mong đợi ở cô ấy: khiêm tốn một cách nhạt nhẽo."
Trong bài đánh giá hồi tưởng về album, Stephen Thomas Erlewine của AllMusic đánh giá cao hướng đi mới trong âm nhạc của Carey, nhận xét về xu hướng urban ngày càng rõ rệt của tác phẩm. Anh mô tả đĩa nhạc là "một bộ sưu tập các đĩa đơn ăn khách được bao quanh bởi những chất liệu khỏa lấp đầy sang trọng" và "trong khi [các bài hát] được dàn dựng kỹ lưỡng, nhiều bài trong số đó hòa quyện với nhau khi nghe lần đầu". Tuy nhiên, anh nhận thấy khả năng kiểm soát giọng hát của cô ngày càng tăng lên, khiến anh cảm nhận một số bản ballad như 'Butterfly' và 'Breakdown' là một trong những tác phẩm hay nhất của cô. Anh nói Butterfly là một trong những đĩa hát hay nhất của Carey và cô ấy đang "tiếp tục cải thiện và trau chuốt âm nhạc của mình, điều này khiến cô trở nên hiếm có trong số những đồng nghiệp cùng trang lứa ở thập niên 90." Erlewine cho album điểm 4/5 sao; nhưng vào năm 2021, AllMusic đã nâng xếp hạng lên nửa sao. Rich Juzwiak từ Slant Magazine trao cho album số điểm 4.5 trên 5 sao, gọi đĩa hát là "thanh lịch" và khen ngợi giọng hát trưởng thành của Carey. Juzwiak đặc biệt khen ngợi "Breakdown", bài hát được anh gọi là một trong những tác phẩm hay nhất của album. Về giọng hát của Carey, ông viết, "Quãng âm tương đối cao và mỏng mà cô hát khi không ngân rung (và điều đó thường xảy ra) có thể là thay đổi quan trọng nhất của Butterfly, vì điều đó đánh dấu lần đầu tiên giọng ca Mariah có vẻ thực sự nhất quán. Cô ấy thể hiện hoàn toàn có hồn." Trong bài hướng dẫn dành cho người đọc trên The Village Voice, nhà phê bình Robert Christgau cho Butterfly một đánh giá "ngu ngốc", chỉ ra "một bản thu tệ hại mà các chi tiết hiếm khi phải suy nghĩ thêm".

### Thành tựu
| Tổ chức   | Thành tựu                            | Xếp hạng | Ct     |
| --------- | ------------------------------------ | -------- | ------ |
| Complex   | Album R&B xuất sắc nhất thập niên 90 | 5        | [ 10 ] |
| Pitchfork | Album xuất sắc nhất thập niên 1990s  | 60       | [ 41 ] |

## Hiệu suất thương mại
Butterfly ra mắt ở vị trí số một trên bảng xếp hạng Billboard 200 vào tuần ngày 4 tháng 10 năm 1997 với 235,500 bản, mức tiêu thụ tuần đầu cao nhất trong sự nghiệp của cô vào thời điểm đó. Album duy trì ở ngôi vị quán quân trong một tuần và trụ vững ở top 20 trong 21 tuần; tổng cộng đĩa nhạc trải qua 55 tuần trên bảng xếp hạng, bao gồm một lần xuất hiện lại. Album đạt doanh số tuần cao nhất ở tuần thứ 15 phát hành, khi đứng ở vị trí thứ tám trên bảng xếp hạng với 283,000 bản được bán ra. Butterfly cũng đạt vị trí thứ ba trên bảng xếp hạng Top R&B/Hip-Hop Albums. Tại Hoa Kỳ, album được chứng nhận năm đĩa bạch kim bởi Hiệp hội Công nghiệp ghi âm Hoa Kỳ (RIAA), công nhận lượng tiêu thụ đạt năm triệu bản. Nielsen SoundScan ước tính doanh số album là 3,807,000 bản tại Mỹ. Tại Canada, album ra mắt ở vị trí số một và được chứng nhận hai đĩa Bạch kim bởi Hiệp hội Công nghiệp ghi âm Canada (CRIA), đánh dấu lượng tiêu thụ cán mốc 200,000 bản. Butterfly ra mắt ở vị trí số một tại Úc và được chứng nhận hai đĩa Bạch kim từ Hiệp hội Công nghiệp ghi âm Úc (ARIA), với lượng đĩa xuất xưởng là 140,000 đơn vị.
Tại Châu Âu, Butterfly lọt vào top 5 ở một số nước Châu Âu, và được chứng nhận đĩa Bạch kim bởi Liên đoàn Công nghiệp ghi âm Quốc tế (IFPI), ghi nhận một triệu bản được tiêu thụ trên khắp Châu Âu. Tại Vương quốc Anh, Butterfly ra mắt ở vị trí thứ hai với doanh số 29,000 trong ba ngày. Alan Jones của Music Week mô tả đây là con số thấp bất ngờ sau khi Daydream ra mắt ở vị trí số một cũng với số ngày tiêu thụ tương tự. Album sau đó được chứng nhận Bạch kim bởi Ngành Công nghiệp ghi âm Anh (BPI) với doanh số 300,000 bản. Tại Pháp, album xếp hạng sáu, và được chứng nhận hai đĩa Vàng bởi Tổ chức Xuất bản Âm thanh Quốc gia (SNEP).
Tương tự như nhiều đĩa nhạc trước của Carey, Butterfly gặt hái thành công lớn ở châu Á. Tại Nhật Bản, đĩa nhạc đứng vị trí số một trên bảng xếp hạng, trước khi được chứng nhận giải Triệu bởi Hiệp hội Công nghiệp Ghi âm Nhật Bản (RIAJ), đánh dấu doanh số bán ra đạt một triệu bản. Tại Hồng Kông, Butterfly nằm trong số những album nước ngoài bán chạy nhất năm 1997, đồng thời nhận được chứng nhận Bạch kim của IFPI. Trên toàn cầu, album đã bán được hơn 10 triệu bản.

## Di sản và tác động văn hóa

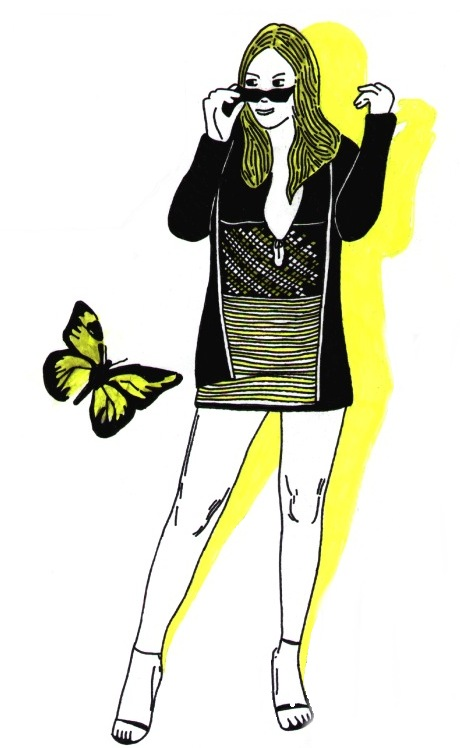
Hình ảnh Carey với một con bướm, đã trở thành biểu tượng ẩn dụ về tầm ảnh hưởng và di sản của cô đối với nhạc pop và R&B.

Kể từ khi phát hành, Butterfly thường xuyên được ca ngợi là một tác phẩm R&B kinh điển. Trong một bài đánh giá hồi tưởng cho The Washington Post, Bethonie Butler tập trung vào tác động của album, nói rằng đĩa nhạc "đã thay đổi bộ mặt của nhạc pop" bằng cách mở đường "cho các ngôi sao nhạc pop khác...hát cùng với những nghệ sĩ rap cùng thời với họ". Trong bài viết trên Jezebel, Rich Juzwiak tập trung vào ảnh hưởng của phong cách thanh nhạc của Carey trong "Breakdown", nhận xét rằng "trong thời đại ngày nay, khi có quá nhiều thể loại được pha trộn đến mức đôi khi không thể coi một nghệ sĩ chỉ là "ca sĩ" hay "rapper," sẽ thật ngu ngốc nếu đánh giá thấp tầm quan trọng của bài hát". Một hồ sơ về album trên Essence của Jessica Littles còn chỉ ra rằng album "tạo nên chất xúc tác cho xu hướng nhạc pop hợp tác với các nghệ sĩ hip-hop", kết luận rằng đĩa hát "không chỉ thể hiện năng lực vốn có của cô ấy [Carey] như một giọng ca, người dễ dàng thể hiện những bản ballad hoặc tán tỉnh những mùa hè nóng bỏng nhất, nhưng cũng là một trong những nhạc sĩ đa năng nhất nền âm nhạc đương đại".
Đĩa đơn chủ đạo của album, "Honey", gây chú ý vì giúp Carey tiến xa hơn đến hip hop và R&B so với trước đây. Video ca nhạc của bài hát còn gây chú ý hơn khi Carey, lần đầu tiên trong sự nghiệp, ăn mặc khiêu khích, mang đến cho người xem "hương vị của Mariah tự do hơn." Ý tưởng ghi hình video ở Puerto Rico do Carey tạo ra và được đạo diễn bởi Paul Hunter. Với chủ đề về một James Bond, Carey là một "đặc vụ M quyến rũ", theo lời của Nickson, người thoát khỏi một căn biệt thự lớn nơi cô bị giam giữ. Carey nói về video: "Tôi thực sự không nghĩ video sẽ gợi cảm quá mức, nhưng đối với tôi—ý tôi là mọi người từng nghĩ tôi là phiên bản Mary Poppins của thập niên 90!." Vào thời điểm video được phát hành, Carey và Mottola đang trong quá trình ly hôn. Các tờ báo lá cải và nhà phê bình liên kết chủ đề của video với cuộc hôn nhân của Carey, viết rằng Mottola nhốt cô trong căn biệt thự của họ, mặc dù cô phủ nhận điều này. Trong một cuộc phỏng vấn, Carey nói rằng "Tommy thích video này, anh ấy nói đây là video hay nhất của tôi." Đối tác viết nhạc của Carey trong sáu năm, Afanasieff, cảm thấy không thể phủ nhận video nói về Mottola.
Video ca nhạc cho "The Roof" được xếp thứ 18 trong danh sách "100 Video ca nhạc hay nhất" của Slant. Sal Ciquemani từ Slant, có đánh giá tích cực về video, khen ngợi việc Carey kết hợp một bài hát hấp dẫn với một "câu chuyện tinh tế về cuộc gặp gỡ nóng bỏng trên sân thượng." Trong video, Carey hồi tưởng lại mối tình đã qua và một đêm họ bên nhau trên mái nhà đầy mưa, bên cạnh bối cảnh của một chiếc xe limousine tối màu, một căn hộ tồi tàn ở NYC và một mái nhà đầy mưa, nơi mà theo Slant, "Carey xuất hiện ở thời điểm dễ bị tổn thương nhất, với lớp mascara chảy nước và ướt đẫm trong đêm mưa lạnh giá." Trong phần kết của bài đánh giá video, Ciquemani viết: "Khi Carey bước qua cửa sổ trời của chiếc limo và tận hưởng cơn mưa tháng 11 ấm áp, không phải vì say xỉn mà để nhớ về những niềm vui trong quá khứ." Video ca nhạc của "My All" cũng là một trong những video đáng chú ý từ Butterfly, trong đó Carey xuất hiện ở nhiều địa điểm khác nhau, bao gồm một con tàu chìm, một ngọn hải đăng và một chiếc vỏ ốc xà cừ lớn nổi trên bờ. Trong mỗi cảnh, Carey thương nhớ về tình yêu của mình và khao khát được đoàn tụ với người yêu một lần nữa. Ở đoạn cao trào của video, Carey gặp lại tình yêu của mình trong ngọn hải đăng, nơi họ âu yếm nhau và trôi vào "vực thẳm đêm." Theo tác giả Chris Nickson, cảnh Carey trên con tàu bị lật cho thấy sự tổn thương của cô khi không có người thân yêu, thực sự nhấn mạnh nỗi khao khát trong bài hát.
Butterfly được các nhà phê bình công nhận là một trong những album hay nhất trong sự nghiệp của Carey vào thời điểm đó, đã nhận được một số giải thưởng và được đề cử ở nhiều lễ trao giải. Tại giải thưởng Âm nhạc Billboard, Carey nhận được một giải thưởng danh dự, ghi nhận thành tích cho "Nghệ sĩ nữ hát đơn có nhiều đĩa đơn quán quân nhất trong lịch sử". Năm 1998, "Honey" được đề cử tại giải Grammy lần thứ 40 cho Trình diễn giọng R&B nữ xuất sắc nhất và Bài hát R&B xuất sắc nhất, trong khi "Butterfly" được đề cử cho Trình diễn giọng pop nữ xuất sắc nhất. Butterfly chiến thắng một Giải Đĩa vàng Nhật Bản ở hạng mục "Album nhạc Pop quốc tế của năm". Với Butterfly, Carey giành được một giải thưởng Âm nhạc Mỹ cho Nữ nghệ sĩ Soul/R&B được yêu thích nhất năm 1998. Ngoài ra, album còn giành được Giải BMI Pop cho Nhạc sĩ của năm và các Giải Nhạc sĩ cho "Honey", "Butterfly" và "My All". Tại giải thưởng Âm nhạc Soul Train năm 1998, Carey nhận được giải Aretha Franklin Nghệ sĩ giải trí của năm và Quý cô Nhạc Soul của Soul Train, được trao bởi Chris Tucker và Patti LaBelle.
Butterfly được đề cử tại Giải Hình ảnh NAACP năm 1998 ở hạng mục Nữ nghệ sĩ Đột phá. Tại Giải thưởng Giải trí Blockbuster, Carey được vinh danh là Nhạc sĩ của năm và nhận được giải Bài hát của năm. Tại giải thưởng Âm nhạc Thế giới năm 1998, Carey chiến thắng hai giải thưởng cao quý nhất; Nghệ sĩ R&B bán chạy nhất thế giới và Nghệ sĩ thu âm bán chạy nhất thế giới trong thập niên 90. Carey cảm thấy không hạnh phúc khi album không giành được bất kỳ giải Grammy nào, nhưng được bù đắp bằng thành công của chuyến lưu diễn diễn ra ở cùng thời điểm trao giải. Theo tác giả Marc Shapiro, "Không có giải thưởng nào có thể thay thế được sự chấp nhận rộng rãi của Butterfly và cảm giác giờ đây cô ấy được tự do sống với cuộc sống của riêng mình – về mặt sáng tạo và cá nhân." Trong một danh sách gần đây do một số nhà phê bình nhạc rock tổng hợp, Butterfly nằm trong số một trong 1001 Album Bạn Phải Nghe Trước khi Chết.
Album được phát hành với hai bìa khác nhau và vào năm 2007, một trong số đó được liệt kê trong danh sách Những Bìa album gợi cảm nhất của Maxim.

## Danh sách bài hát
| Butterfly – Bản tiêu chuẩn | Butterfly – Bản tiêu chuẩn                                       | Butterfly – Bản tiêu chuẩn              | Butterfly – Bản tiêu chuẩn                                                                                           | Butterfly – Bản tiêu chuẩn     | Butterfly – Bản tiêu chuẩn |
| STT                        | Nhan đề                                                          | Phổ lời                                 | Phổ nhạc | Sản xuất                       | Thời lượng                 |
| -------------------------- | ---------------------------------------------------------------- | --------------------------------------- | --- | ------------------------------ | -------------------------- |
| 1.                         | "Honey"                                                          | Mariah Carey                            | Carey Sean Combs Kamaal Fareed Steven Jordan Stephen Hague Bobby Robinson Ronald Larkins Larry Price Malcolm McLaren | Combs The Ummah Stevie J Carey | 5:02                       |
| 2.                         | "Butterfly"                                                      | Carey                                   | Carey Walter Afanasieff                                                                                              | Carey Afanasieff               | 4:36                       |
| 3.                         | "My All"                                                         | Carey                                   | Carey Afanasieff | Carey Afanasieff               | 3:53                       |
| 4.                         | "The Roof"                                                       | Carey                                   | Carey Jean-Claude Olivier Samuel Barnes Cory Rooney Albert Johnson Kejuan Muchita                                    | Poke and Tone Carey            | 5:15                       |
| 5.                         | "Fourth of July"                                                 | Carey                                   | Carey Afanasieff | Carey Afanasieff               | 4:23                       |
| 6.                         | "Breakdown" (hợp tác với Krayzie Bone và Wish Bone)              | Carey Anthony Henderson Charles Scruggs | Carey Stevie J | Carey Stevie J Combs           | 4:45                       |
| 7.                         | "Babydoll"                                                       | Carey Missy Elliott                     | Carey Rooney Stevie J                                                                                                | Carey Rooney                   | 5:07                       |
| 8.                         | "Close My Eyes"                                                  | Carey                                   | Carey Afanasieff | Carey Afanasieff               | 4:22                       |
| 9.                         | "Whenever You Call"                                              | Carey                                   | Carey Afanasieff | Carey Afanasieff               | 4:22                       |
| 10.                        | "Fly Away" (Butterfly Reprise)                                   | Carey Elton John Bernie Taupin          | Carey David Morales                                                                                                  | Carey [a] Morales [a]          | 3:49                       |
| 11.                        | "The Beautiful Ones" (hát lại của Prince) (hợp tác với Dru Hill) | Prince                                  | Prince | Carey Rooney                   | 7:00                       |
| 12.                        | "Outside"                                                        | Carey                                   | Carey Afanasieff | Carey Afanasieff Rooney [a]    | 4:46                       |

| Butterfly – Bản tại Châu Âu/Nhật Bản (track bổ sung) | Butterfly – Bản tại Châu Âu/Nhật Bản (track bổ sung)      | Butterfly – Bản tại Châu Âu/Nhật Bản (track bổ sung) | Butterfly – Bản tại Châu Âu/Nhật Bản (track bổ sung)                                                 | Butterfly – Bản tại Châu Âu/Nhật Bản (track bổ sung) | Butterfly – Bản tại Châu Âu/Nhật Bản (track bổ sung) |
| STT                                                  | Nhan đề                                                   | Phổ lời                                              | Phổ nhạc                                                                                             | Sản xuất                                             | Thời lượng                                           |
| ---------------------------------------------------- | --------------------------------------------------------- | ---------------------------------------------------- | --- | ---------------------------------------------------- | ---------------------------------------------------- |
| 13.                                                  | "Honey" (So So Def Radio Mix) (hợp tác với Da Brat và JD) | Carey                                                | Carey Robinson Hague Larkins Price McLaren Freddie Perren Alphonzo Mizell Berry Gordy Dennis Lussier | Jermaine Dupri Manuel Seal [a]                       | 3:59                                                 |
| 14.                                                  | "Honey" (Def Club Mix)                                    | Carey                                                | Carey Robinson                                                                                       | Morales [a] Carey [a] Albert Cabrera [b]             | 6:17                                                 |

| Butterfly – Bản tại Mỹ La tinh (track bổ sung) | Butterfly – Bản tại Mỹ La tinh (track bổ sung) | Butterfly – Bản tại Mỹ La tinh (track bổ sung) | Butterfly – Bản tại Mỹ La tinh (track bổ sung) | Butterfly – Bản tại Mỹ La tinh (track bổ sung) | Butterfly – Bản tại Mỹ La tinh (track bổ sung) |
| STT                                            | Nhan đề                                        | Phổ lời                                        | Phổ nhạc                                       | Sản xuất                                       | Thời lượng                                     |
| ---------------------------------------------- | ---------------------------------------------- | ---------------------------------------------- | ---------------------------------------------- | ---------------------------------------------- | ---------------------------------------------- |
| 15.                                            | "Mi Todo"                                      | Carey Manny Benito                             | Carey Afanasieff                               | Carey Afanasieff                               | 3:53                                           |

| Butterfly: Bản mở rộng Kỷ niệm 25 năm | Butterfly: Bản mở rộng Kỷ niệm 25 năm                         | Butterfly: Bản mở rộng Kỷ niệm 25 năm | Butterfly: Bản mở rộng Kỷ niệm 25 năm                                  | Butterfly: Bản mở rộng Kỷ niệm 25 năm          | Butterfly: Bản mở rộng Kỷ niệm 25 năm |
| STT                                   | Nhan đề                                                       | Phổ lời                               | Phổ nhạc                                                               | Sản xuất                                       | Thời lượng                            |
| ------------------------------------- | ------------------------------------------------------------- | ------------------------------------- | ---------------------------------------------------------------------- | ---------------------------------------------- | ------------------------------------- |
| 13.                                   | "Whenever You Call" (với Brian McKnight)                      | Carey                                 | Carey Afanasieff                                                       | Carey Afanasieff                               | 4:22                                  |
| 14.                                   | "The Roof (When I Feel The Need)" (hợp tác với Brandy)        | Carey                                 | Olivier Barnes Rooney Johnson Muchita                                  | Carey Daniel Moore II Tremaine "Six7" Williams | 4:54                                  |
| 15.                                   | "Butterfly" (Trực tiếp từ The Late Show With David Letterman) | Carey                                 | Carey Afanasieff                                                       |                                                | 4:14                                  |
| 16.                                   | "My All" (Trực tiếp từ VH1 Divas 1998)                        | Carey                                 | Carey Afanasieff                                                       |                                                | 5:28                                  |
| 17.                                   | "Fourth of July" (Acapella)                                   | Carey                                 | Carey Afanasieff                                                       | Carey Afanasieff                               | 4:16                                  |
| 18.                                   | "Outside" (Acapella)                                          | Carey                                 | Carey Afanasieff                                                       | Carey Afanasieff                               | 4:16                                  |
| 19.                                   | "Butterfly (Amorphous Anniversary Club Mix)" (với Amorphous)  | Carey                                 | Carey Afanasieff                                                       | Carey Afanasieff Amorphous                     | 6:06                                  |
| 20.                                   | "Honey" (Another Taste of Honey David Morales Mix)            | Carey                                 | Carey Combs Fareed Jordan Hague Robinson Larkins Price McLaren Morales | Morales                                        | 7:55                                  |

Ghi chú
- ^[a]  nghĩa là đồng sản xuất
- ^[b]  nghĩa là sản xuất bổ sung
- "Honey" bao gồm đoạn nhạc mẫu "The Body Rock" (1980) của The Treacherous Three và "Hey DJ" (1984) của The World's Famous Supreme Team
- "The Roof" bao gồm đoạn nhạc mẫu "Shook Ones (Part II)" (1994) của Mobb Deep và "Rock Box" (1984) của Run-DMC
- "Breakdown" có biến tấu một đoạn từ "Tha Crossroads" (1996) của Bone Thugs-n-Harmony
- "Fly Away (Butterfly Reprise)" có biến tấu một đoạn từ "Someone Saved My Life Tonight" (1975) của Elton John
- "Honey" (So So Def Remix) bao gồm đoạn nhạc mẫu "It's Great to Be Here" (1971) của The Jackson 5 và biến tấu một đoạn từ "Hey DJ" (1984) The World's Famous Supreme Team.

## Thành phần thực hiện
| Thành phần thực hiện được trích từ ghi chú của Butterfly. - Mariah Carey – hát chính, hát nền (1, 2, 4, 6, 7, 10) - Walter Afanasieff – đàn phím, synthesizers và lập trình (2, 3, 5, 8, 9, 12) - Dan Shea – đàn phím bổ sung, lập trình trống và giai điệu, thiết kế âm thanh, và lập trình máy vi tính (2, 3, 5, 8, 9, 12) - Stevie J – đàn phím, lập trình đàn phím và lập trình trống (1, 6) - Cory Rooney – lập trình đàn phím (4, 7) - Q-Tip – lập trình trống (1) - Poke and Tone – lập trình trống (4) - Peter "Ski" Schwartz – đàn phím (10) - Nathaniel Townsley – đàn phím (12) - Artie Reynolds – guitar bass (12) - Gary Montoute – Hammond B-3 (12) - Donald Parker – piano và đàn phím (12) - Michael Cirro – guitar (12) - Michael Phillips – EWI (12) - Mase – giọng hát bổ sung (1) - The Lox – giọng hát bổ sung (1) - Krayzie Bone – giọng chính và giọng nền (6) - Wish Bone – giọng chính và giọng nền (6) - Dru Hill – giọng hát (11) - Melonie Daniels – giọng nền (1, 2, 10) - Mary Ann Tatum – giọng nền (2, 10) - Kelly Price – giọng nền (4) - Trey Lorenz – giọng nền (7) - Clarence – giọng nền (9) | Sản xuất - Mariah Carey – người dàn dựng (2, 3, 5, 8, 9, 11, 12) - Walter Afanasieff – người dàn dựng (2, 3, 5, 8, 9, 12) - Cory Rooney – người dàn dựng (11) - Dru Hill – người dàn dựng (11) - Ron Grant – người dàn dựng bổ sung (12) - David Morales – sản xuất, dàn dựng và phối khí bổ sung (10) - Satoshi Tomiie – sản xuất, dàn dựng và phối khí bổ sung (10) - Dana Jon Chappelle – kỹ sư (1-12) - Mike Scott – kỹ sư (2-5, 7, 8, 12), hỗ trợ kỹ sư (9), phối khí (7, 12) - Glen Marchese – kỹ sư (1, 11) - Rich Travali – kỹ sư (1) - David Gleeson – kỹ sư (2) - Bill Esses – kỹ sư (4) - Franklin Grant – kỹ sư (4) - Doug Wilson – kỹ sư (7) - David "EQ3" Sussman – kỹ sư (10) - Ian Dalsemer – hỗ trợ kỹ sư (1-8, 11, 12) - Ken Ross – hỗ trợ kỹ sư (1, 4, 7) - Oliver "Wiz" Bone – hỗ trợ kỹ sư (2, 4) - Steve Jones – hỗ trợ kỹ sư (7) - Ann Mincieli – hỗ trợ kỹ sư (10) - Greg Thompson – hỗ trợ kỹ sư (11) - Tony Maserati – phối khí (1, 4, 6) - Mick Guzauski – phối khí (2, 3, 5, 7-9, 11, 12) - Herb Powers Jr. – master (1, 4, 6, 7, 10, 11) - Bob Ludwig – master (2, 3, 5, 8, 9, 12) |

## Xếp hạng
| Bảng xếp hạng (1997)                     | Vị trí cao nhất |
| ---------------------------------------- | --------------- |
| Album Úc (ARIA)                          | 1               |
| Album Áo (Ö3 Austria)                    | 5               |
| Album Bỉ (Ultratop Vlaanderen)           | 6               |
| Album Bỉ (Ultratop Wallonie)             | 2               |
| Album Canada (Billboard)                 | 1               |
| Album Canada R&B (SoundScan)             | 1               |
| Album Cộng hòa Séc (ČNS IFPI)            | 13              |
| Album Đan Mạch (Hitlisten)               | 13              |
| Album Hà Lan (Album Top 100)             | 1               |
| Album Châu Âu (European Top 100 Albums)  | 2               |
| Album Phần Lan (Suomen virallinen lista) | 12              |
| Album Pháp (SNEP)                        | 6               |
| Album Đức (Offizielle Top 100)           | 7               |
| Album Hy Lạp (IFPI)                      | 1               |
| Album Hungaria (MAHASZ)                  | 20              |
| Album Ireland (IRMA)                     | 6               |
| Album Ý (FIMI)                           | 2               |
| Album Nhật Bản (Oricon)                  | 1               |
| Album Malaysia (RIM)                     | 4               |
| Album New Zealand (RMNZ)                 | 4               |
| Album Na Uy (VG-lista)                   | 5               |
| Album Bồ Đào Nha (AFP)                   | 8               |
| Album Scotland (OCC)                     | 10              |
| Album Tây Ban Nha (PROMUSICAE)           | 5               |
| Album Thụy Điển (Sverigetopplistan)      | 4               |
| Album Thụy Sĩ (Schweizer Hitparade)      | 3               |
| Album Đài Loan (IFPI)                    | 2               |
| Album Anh Quốc (OCC)                     | 2               |
| Album Anh Quốc R&B (OCC)                 | 1               |
| Album Hoa Kỳ Billboard 200               | 1               |
| Album Hoa Kỳ Top R&B/Hip-Hop (Billboard) | 3               |

| Bảng xếp hạng (1997)                      | Vị trí |
| ----------------------------------------- | ------ |
| Album Úc (ARIA)                           | 27     |
| Album Bỉ (Ultratop Flanders)              | 69     |
| Album Bỉ (Ultratop Wallonia)              | 39     |
| Album Canada (RPM)                        | 24     |
| Album Canada (SoundScan)                  | 39     |
| Album Hà Lan (MegaCharts)                 | 70     |
| Album Châu Âu (European Top 100 Albums)   | 42     |
| Album Đức (Offizielle Top 100)            | 74     |
| Album Ý (Hit Parade Italia)               | 34     |
| Album Nhật Bản (Oricon)                   | 24     |
| Album Thụy Sĩ (Schweizer Hitparade)       | 48     |
| Album Anh Quốc (OCC)                      | 63     |
| Hoa Kỳ Billboard 200                      | 54     |
| Hoa Kỳ Top R&B/Hip-Hop Albums (Billboard) | 58     |
| Bảng xếp hạng (1998)                      | Vị trí |
| Album Canada (SoundScan)                  | 188    |
| Album Canada R&B (SoundScan)              | 27     |
| Hoa Kỳ Billboard 200                      | 21     |
| Hoa Kỳ Top R&B/Hip-Hop Albums (Billboard) | 30     |

## Chứng nhận
| Quốc gia | Chứng nhận  | Số đơn vị/doanh số chứng nhận |
| --- | ----------- | ----------------------------- |
| Úc (ARIA) | 2× Bạch kim | 140.000^                      |
| Bỉ (BEA) | Vàng        | 25.000*                       |
| Canada (Music Canada) | 2× Bạch kim | 200.000^                      |
| Pháp (SNEP) | 2× Vàng     | 200.000*                      |
| Hồng Kông (IFPI Hồng Kông) | Bạch kim    | 20.000*                       |
| Nhật Bản (RIAJ) | Triệu       | 1.000.000^                    |
| Hà Lan (NVPI) | Vàng        | 50.000^                       |
| New Zealand (RMNZ) | Bạch kim    | 15.000^                       |
| Ba Lan (ZPAV) | Vàng        | 50.000*                       |
| Singapore | —           | 80,000                        |
| Tây Ban Nha (PROMUSICAE) | Bạch kim    | 100.000^                      |
| Thụy Sĩ (IFPI) | Vàng        | 25.000^                       |
| Anh Quốc (BPI) | Bạch kim    | 300.000‡                      |
| Hoa Kỳ (RIAA) | 5× Bạch kim | 3,807,000                     |
| Tổng hợp |             |                               |
| Châu Âu (IFPI) | Bạch kim    | 1.000.000*                    |
| Toàn cầu | —           | 10,000,000                    |
| * Chứng nhận dựa theo doanh số tiêu thụ. ^ Chứng nhận dựa theo doanh số nhập hàng. ‡ Chứng nhận dựa theo doanh số tiêu thụ và phát trực tuyến. |             |                               |